# Hannes Eder (Fußballspieler)
ÖFB Nationalmannschaft Nachwuchs

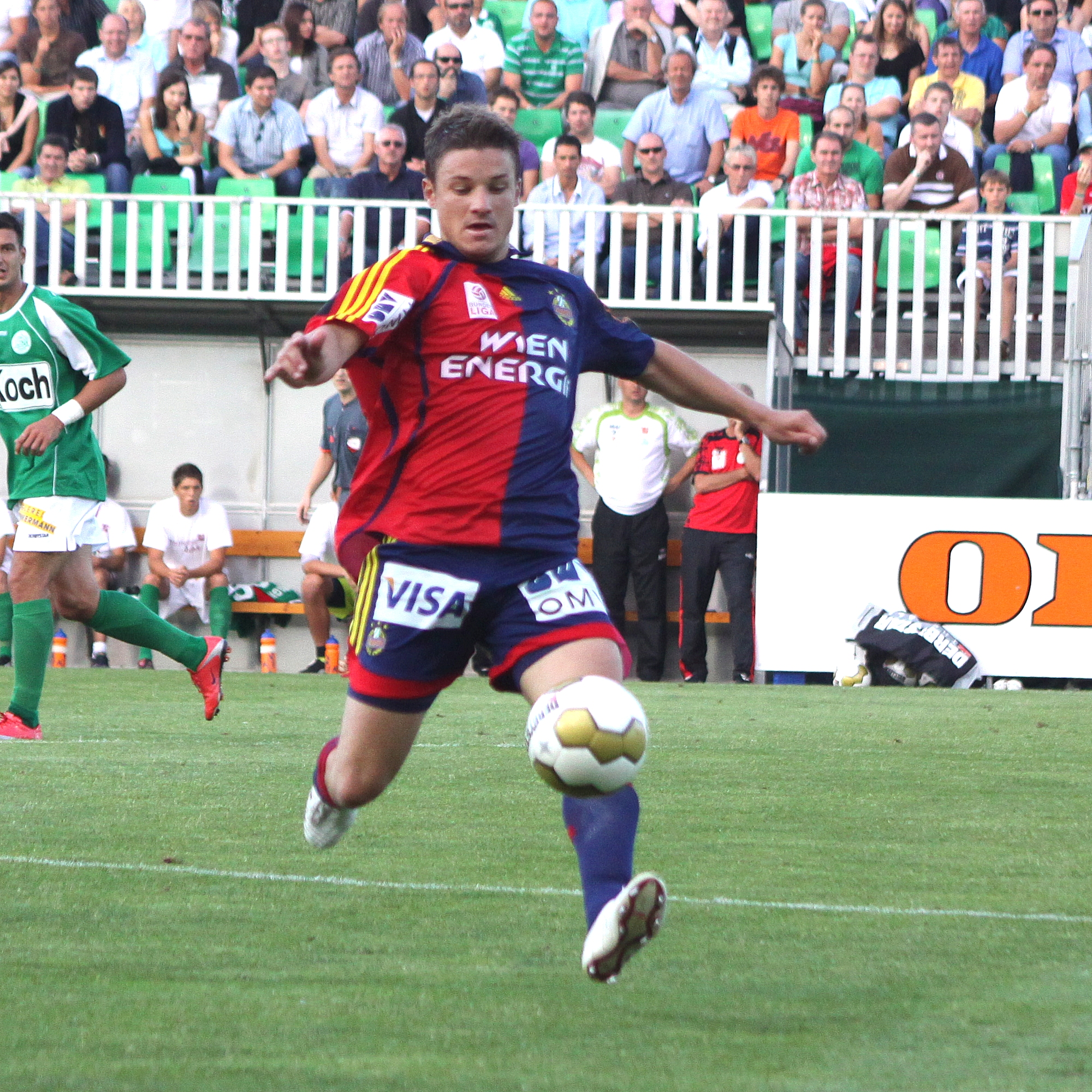
Hannes Eder in Aktion für den SK Rapid Wien. (2009)

Hannes Eder (* 5. September 1983 in Innsbruck) ist ein ehemaliger österreichischer Fußballspieler auf der Position eines Abwehrspieler, der zumeist als Innenverteidiger zum Einsatz kam. Er gewann als bisher einziger Tiroler den Meistertitel mit Rekordmeister SK Rapid Wien.
2014 musste er verletzungsbedingt seine Profikarriere beenden und begann erst Jahre später als Fußballtrainer zu arbeiten.

## Vereinskarriere
Eder begann seine sportliche Laufbahn beim Innsbrucker AC. Über das BNZ Tirol stieß er 2002 zum FC Wacker Tirol. Mit den Innsbruckern wurde er 2003 Meister der Regionalliga West, im Jahr darauf stieg er mit Wacker Tirol als Meister der Ersten Liga in die Bundesliga auf. Im Jänner 2007 wechselte er zum österreichischen Rekordmeister SK Rapid Wien, mit dem er 2008 österreichischer Meister wurde. Im Mai 2010 verlängerte der SK Rapid Wien den Vertrag von Hannes Eder um zwei weitere Jahre bis Juni 2012.
Im Jänner 2011 wechselte Hannes Eder leihweise bis Sommer zum in die dänische SAS-Liga zu Sønderjysk Elitesport. Sein Engagement dort stand verletzungsbedingt und aufgrund lückenhafter Gehaltszahlungen von Vereinsseite aus allerdings unter keinem guten Stern. Nach der Frühjahrsaison mit nur zwei Einsätzen kehrte er wieder aus Dänemark zurück und löste noch im Juni 2011 einvernehmlich den Vertrag mit Rapid Wien auf.
Im Sommer 2011 wechselte Eder zum Aufstiegsaspiranten der „Heute für Morgen“-Erste Liga SCR Altach nach Vorarlberg und unterschrieb dort einen Vertrag bis Sommer 2013. Im Sommer 2012 wurde der Vertrag auf Wunsch des Spielers einvernehmlich aufgelöst und Hannes Eder unterzeichnete einen langfristigen Vertrag bei SK Austria Klagenfurt. Aufgrund finanzieller Probleme des Vereins trat er aus diesem Vertrag im Jänner 2013 aus. Ab Herbst 2013 stand der zweifache ÖFB-Teamspieler beim SV Horn unter Vertrag, beendete dort jedoch nach nur vier Kurzeinsätzen im Alter von 30 Jahren aufgrund einer Knieverletzung seine aktive Karriere.

## Nationalmannschaftskarriere
Hannes Eder durchlief alle Nachwuchsnationalmannschaften des ÖFB, war Stammspieler der U-21-Nationalmannschaft und gab sein A-Länderspieldebüt gegen Liechtenstein im Oktober 2006. Hannes Eder war der erste Tiroler, der nach dem Zusammenbruch des FC Tirol Innsbruck den Sprung ins Nationalteam schaffte.

## Trainerkarriere
Erst Jahre nach seinem Karriereende als Aktiver erlangte Eder im September die UEFA-C-Trainerlizenz und erhielt neun Monate später die UEFA-B-Lizenz. Von Oktober 2022 bis zum Saisonende 2022/23 agierte er unter Gregor Eisenbeutl als Co-Trainer beim Siebentligisten FC Seefelder Plateau als Co-Trainer. Mit der Mannschaft schloss er die Saison auf dem fünften Tabellenrang ab. Danach war er in der Spielzeit 2024/25 beim mittlerweile im Amateurbereich spielenden FC Wacker Innsbruck als Individualtrainer beschäftigt.

## Erfolge
- 2003: Meister der Regionalliga West mit FC Wacker Tirol
- 2004: Meister Red Zac Erste Liga und Aufstieg in die Bundesliga mit FC Wacker Tirol
- 2008: Österreichischer Meister mit SK Rapid Wien
- 2009: Österreichischer Vize-Meister mit SK Rapid Wien